# San Luis (Uruguay)
Pour les articles homonymes, voir San Luis.
San Luis est une ville et une station balnéaire de l'Uruguay située dans le département de Canelones. Sa population est de 1 878 habitants.

## Historique
San Luis a été élevé à la catégorie de ville (pueblo) le 15 octobre 1963.

## Population
Sa population est de 1 878 habitants environ (2011).
| Année | Population |
| ----- | ---------- |
| 1963  | 367        |
| 1975  | 509        |
| 1985  | 648        |
| 1996  | 1 180      |
| 2004  | 1 224      |
| 2011  | 1 878      |

Référence,.